# Bulbophyllum bicolor
Bulbophyllum bicolor är en orkidéart som beskrevs av John Lindley. Bulbophyllum bicolor ingår i släktet Bulbophyllum och familjen orkidéer. Inga underarter finns listade i Catalogue of Life.